# Panagiótis Poulítsas
Panagiótis Poulítsas (en grec moderne : Παναγιώτης Πουλίτσας), né à Geráki en Laconie le 9 septembre 1881 et mort à Athènes le 16 janvier 1968, est un juge, un archéologue, un président du Conseil d'État et un Premier ministre grec.
Il étudie le droit et devient juge.
En 1946, après les élections controversées du 31 mars, il est Premier ministre d'un gouvernement qui ne dure que 14 jours.
En 1947, il devient membre de la Société archéologique d'Athènes, puis son président en 1954.